# Ramal Aslanov
Remal Ali oğlu Aslanov (en azerí: Rəmal Əli oğlu Aslanov; mayormente conocido como Ramal Aslanov; 1 de marzo de 1992, Chanlibel, Shamkir), kickboxer profesional azerbaiyano. Tiene el cinturón mundial de kick boxing. Ganó el campeonato de Azerbaiyán en 11 ocasiones y el campeonato mundial y europeo en 3 ocasiones. Aslanov ha recibido el título de "Maestro de Deportes de Honor" en Azerbaiyán. Es el vicepresidente y capitán de la Federación de Kick Boxing de Azerbaiyán. El apodo de Aslanov es Lord.

## Vida
Ramal Aslanov nació el 1 de marzo de 1992 en el pueblo de Chanlibel de la raion de Shamkir. Es originario de la región de Goycha de la actual Armenia. Aslanov tiene una hermana. Quería ser médico en la escuela secundaria, pero luego dejó de concentrarse en su vida escolar cuando ganó campeonatos de kick boxing. Aslanov se graduó de la escuela secundaria en 2009 y de la Academia Estatal de Deportes de Azerbaiyán en 2014. Sirvió en el equipo deportivo de las Tropas Internas del Ministerio del Interior de Azerbaiyán en 2014–2015.

## Carrera profesional

### Kick boxing
Ramal Aslanov se entrenó en Muay Thai durante solo una semana en 2004, y ese mismo año comenzó a entrenar en kick boxing. Su primer y último entrenador es Hakim Hajiyev, que ha recibido el título de "entrenador de honor". Aslanov es seis veces campeón de Azerbaiyán en kick boxing amateur. Ganó el campeonato de Azerbaiyán en 11 ocasiones y el campeonato mundial y europeo en 3 ocasiones. Entre los profesionales, tiene un cinturón mundial en IKBO, WAC, WMAO, FF y WCF.
En marzo de 2015, Aslanov ganó el primer lugar en el Campeonato Mundial de Kick Boxing en Portugal. Se convirtió en campeón mundial en 2012, lo que obligó a su oponente a rendirse en la tercera ronda del Campeonato Mundial de Kick Boxing entre profesionales en Düsseldorf, Alemania, y llevó el cinturón mundial a Azerbaiyán. Aslanov ostenta el cinturón de Azerbaiyán en 71 y 86 kg entre los profesionales. Se convirtió en Campeón del Mundo el 26 de marzo de 2016 en Coblenza, Alemania, derrotando al atleta holandés Mervin Rozenstruik en WMAO (K-1). Aslanov derrotó al atleta lituano en la final de 2016 y se convirtió en el ganador del torneo del Gran Premio Mundial por primera vez en la historia de Azerbaiyán. Participó en la superfinal de la serie The World Faith Fight en Pekín, China ese año, derrotando a Lee Yinggang de China. Ganó el Gran Premio en 2018 por segunda vez. Aslanov se convirtió en el campeón mundial en octubre de 2019, derrotando a Miloš Keljanović de Serbia (-75 kg) en la final del Campeonato Mundial de Kick Boxing en Sarajevo, Bosnia y Herzegovina. A julio de 2021, Aslanov tenía 37 victorias (13 de las cuales fueron por nocaut) en 42 partidos oficiales durante su carrera profesional.
Aslanov ha sido el capitán del equipo nacional de la Federación de Kick Boxing de Azerbaiyán desde 2014. En julio de 2021, fue nombrado vicepresidente de la Federación de Kick Boxing de Azerbaiyán. Aslanov también fue nombrado vicepresidente de la junta directiva de la Federación.

### Boxeo
Aslanov ganó una medalla de plata en diciembre de 2018 en nombre del Sadarak Sports Club, haciendo su debut en el campeonato de boxeo de Azerbaiyán en la categoría de peso de 75 kg. Compitió en cinco partidos en el campeonato y ganó tres de ellos por nocaut.

## Premios
Ramal Aslanov fue nombrado el mejor kickboxer del año por el Ministerio de Juventud y Deportes de la República de Azerbaiyán en 2012 y 2019. El presidente de Azerbaiyán Ilham Aliyev le otorgó un título honorífico en 2016. En 2015, fue galardonado con el título honorífico de "Maestro de Deportes", y en 2017 fue galardonado con el título honorífico de "Maestro de Deportes de Honor". En 2018, el presidente Ilham Aliyev le regaló a Aslanov un nuevo apartamento.